# Erebia shibutsuana
Erebia shibutsuana är en fjärilsart som beskrevs av Shirôzu 1957. Erebia shibutsuana ingår i släktet Erebia och familjen praktfjärilar. Inga underarter finns listade i Catalogue of Life.